# 宮近幸逸
宮近 幸逸（みやちか こういつ、1953年 - 2014年11月17日） は、日本の機械工学者、自動車技術者。トヨタ自動車工業技師を経て、鳥取大学教授を務めた。第92期日本機械学会機素潤滑設計部門長。

## 人物・経歴
兵庫県生まれ。1975年鳥取大学工学部機械工学科卒業。同年日本機械学会畠山賞受賞。1977年鳥取大学大学院工学研究科機械工学専攻修士課程修了、トヨタ自動車工業入社、車体設計部門配属。同社技師を経て、恩師から誘いを受け1982年に母校鳥取大学講師着任。1990年鳥取大学助教授。1998年鳥取大学科学研究業績表彰受賞。2000年鳥取大学教授。2003年日本機械学会機素潤滑設計部門優秀講演表彰受賞。歯車の曲げ強度に関する研究などを行い、先駆的研究の推進が評価され、2010年には日本機械学会機素潤滑設計部門功績賞を受賞した。2011年日本機械学会フェロー。2013年日本設計工学会学生優秀発表指導教員賞受賞。2014年日本機械学会機素潤滑設計部門長。同年11月17日急逝。趣味は剣道。また、実家が神社であり、定年後に宮司の資格を取得した。